# Plaza de San Jaime

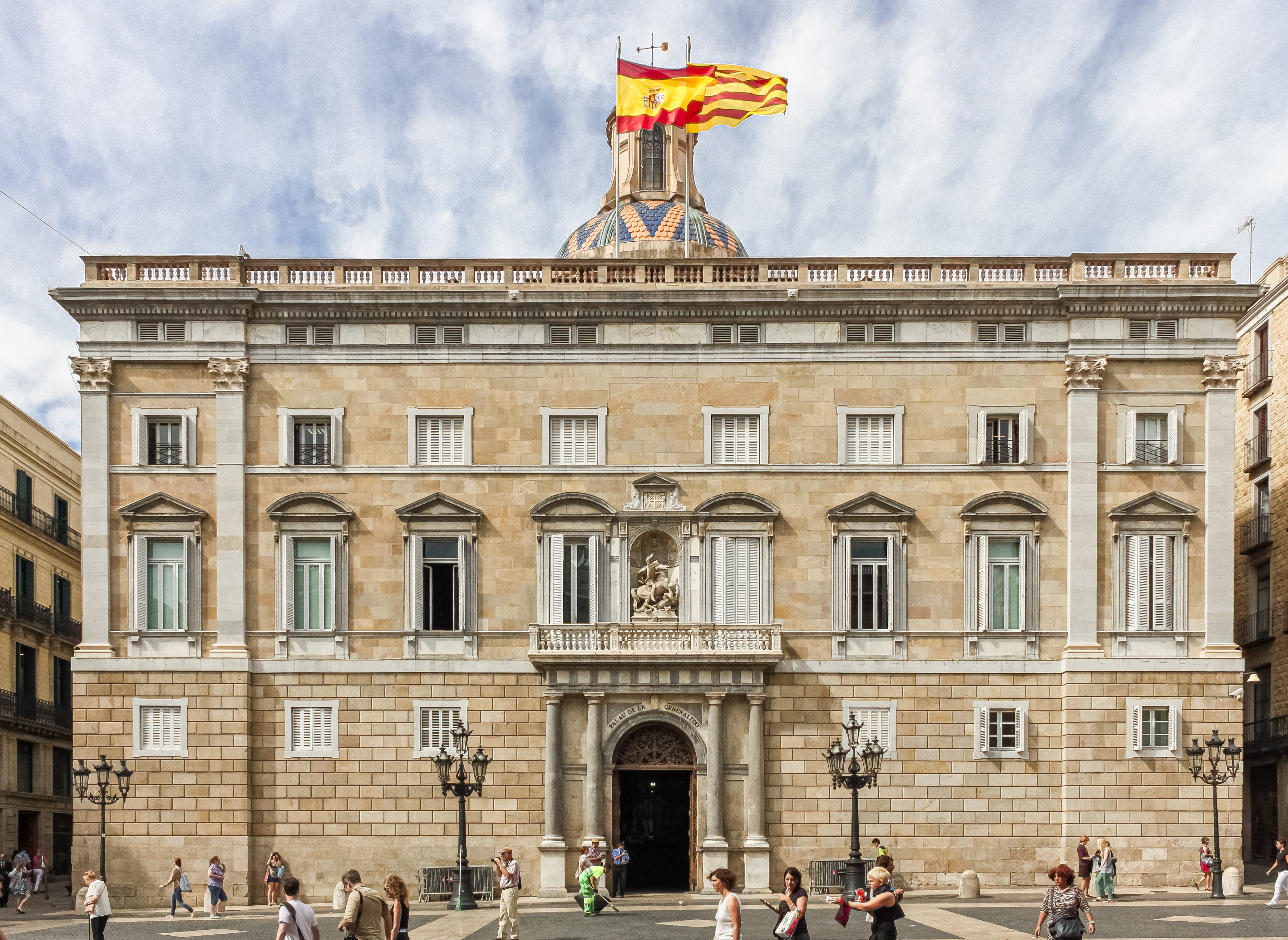
Fachada del palacio de la Generalidad

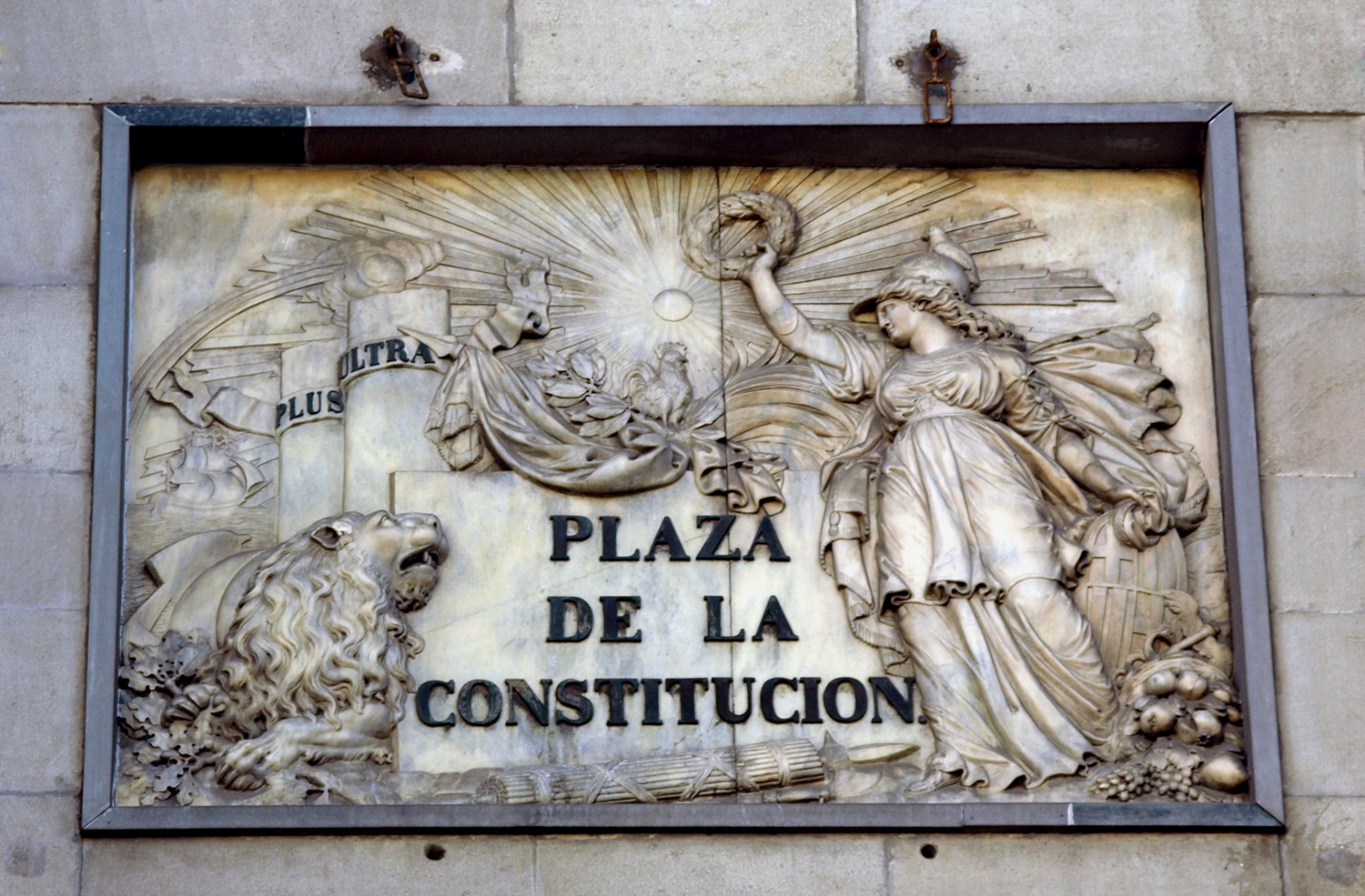
La plaza de San Jaime recibió el nombre de plaza de la Constitución entre 1840 y 1931. Esta placa, obra de Celdoni Guixà, estaba situada en la fachada del Ayuntamiento, hasta que fue retirada en 2013

La plaza de San Jaime (en catalán: plaça de Sant Jaume) de Barcelona es una de las principales, más antiguas y representativas plazas de la Ciudad Condal. Se encuentra en el Barrio Gótico (distrito de Ciudad Vieja). Ubicada en el centro de la ciudad, donde estaba el núcleo de la antigua Barcino; en ella se encuentra el Palacio de la Generalidad catalana y la sede del Ayuntamiento de Barcelona o Casa de la Ciudad.
La plaza debe su nombre a la antigua iglesia de San Jaime, edificio medieval que fue derribado en 1823 como parte de las obras de reforma y ampliación de la plaza. La plaza ampliada fue inaugurada en 1840 rebautizándola como «Plaza de la Constitución», en referencia a la constitución de 1837. En la nueva fachada del ayuntamiento se colocó una placa obra de Celdoni Guixà con la nueva denominación. Aunque la plaza recuperó su nombre original, esta placa no fue retiradahasta 2013 con Xavier Trias en la alcaldía, aduciendo la inconveniencia de una duplicidad de nombres, y fue depositada en el MUHBA.